# Dingleton
Dingleton (voorheen Sishen) is een mijnstadje gelegen in de gemeente Gamagara in de Zuid-Afrikaanse provincie Noord-Kaap. De dichtstbijgelegen grote plaats (66 km noordoostelijker) is Kuruman, en Dingleton ligt dicht bij de nationale weg N14.
Een nabijgelegen ijzerertsmijn is via de spoorweg Sishen-Saldanha verbonden met de Saldanhabaai, die als haven wordt gebruikt. De spoorlijn werd in 1977 voltooid en de treinen die ervan gebruikmaken, worden gerekend tot de zwaarste ter wereld.

## Geschiedenis

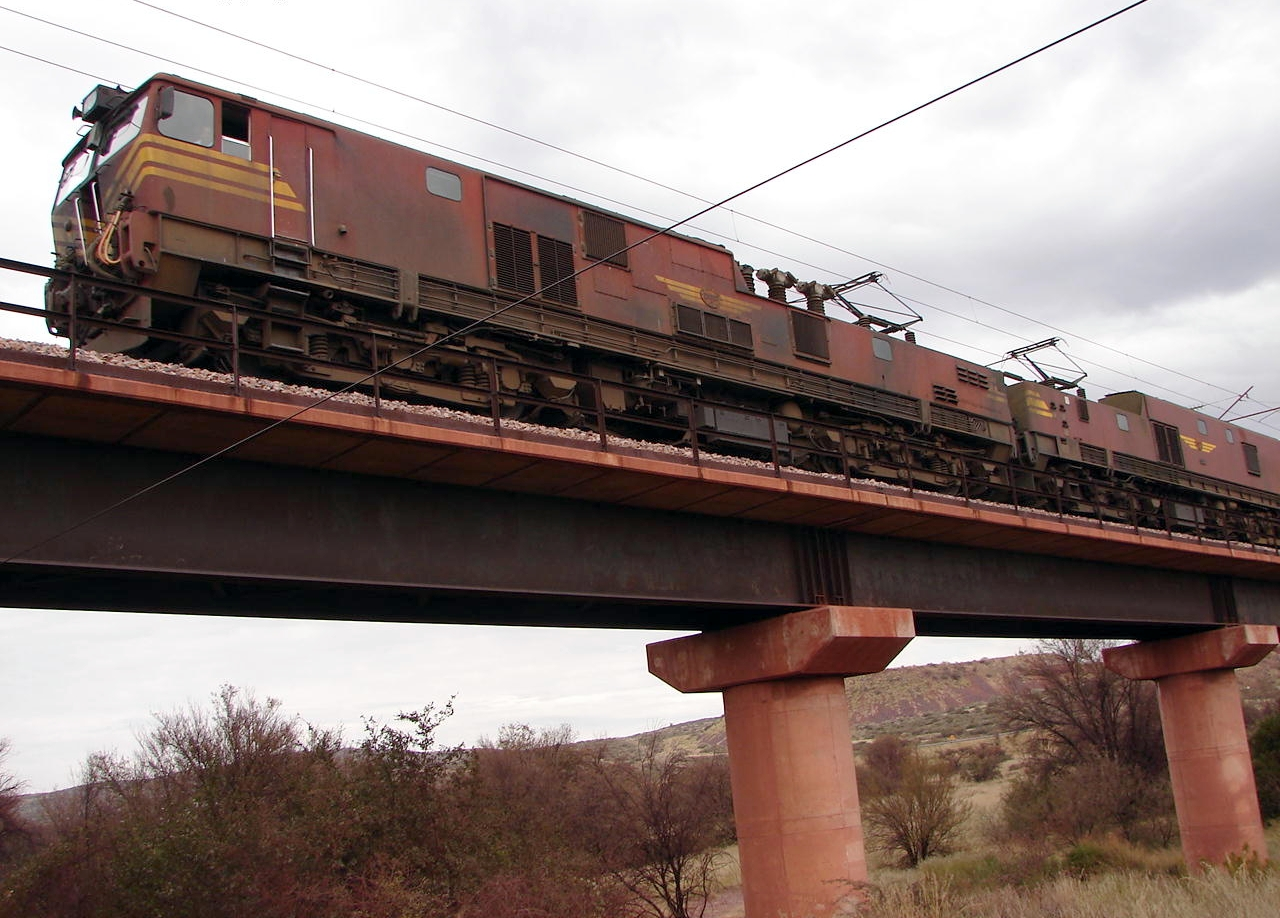
Ertstrein bij Sishen

De eerste mijnbouwactiviteiten dateren van 1953 toen het staatsmijnbouwbedrijf Yskor begon met de ontginning van ijzererts. De Schotse zendeling ds. Robert Moffat, die in 1834 in de omgeving actief was, vermoedde reeds dat daar ijzererts aanwezig was. Hij verwees ernaar in zijn dagboek als 'heuwels van glinsterende swart rots'. Uiteindelijk werd de ijzerertsvoorraad geschat op 4.000 miljoen ton, een van de grootste ijzerertsreserves ter wereld. Begin jaren tachtig van de twintigste eeuw werden de huizen in het stadje, oorspronkelijk gebouwd om de mijnwerkers te huisvesten, verkocht aan particulieren.
In 1990 werd de naam van het mijnstadje veranderd van Sishen in Dingleton.